# 20.000 leghe sotto i mari (film 1970)
20.000 leghe sotto i mari (海底3万マイル?, Kaitei sanman mairu, lett. "30.000 miglia sotto i mari") è un film d'animazione del 1970 diretto da Takeshi Tamiya.
Nonostante il titolo, il soggetto del film non è basato sul romanzo Ventimila leghe sotto i mari di Jules Verne. La sceneggiatura del film è realizzata da Shōtarō Ishinomori. Il lungometraggio è prodotto dalla Toei Animation e fu doppiato in italiano dalla C.D. Cooperativa Doppiatori nel 1971.

## Trama
Isamu, figlio di un insigne oceanografo, con l'aiuto del suo ghepardo Cheetah e della principessa di un regno sottomarino Angel, dovrà fermare l'ambizioso progetto di Magma VII, re di un regno sotterraneo che intende conquistare il mondo intero.

## Colonna sonora
- Kaitei Sanman Mile (海底3万マイル?) dei The Coconut
- Ousawagi no Tango (大騒ぎのタンゴ?) di Ado Mizumori